# Выпей со мной
«Выпей со мной» (кит. 大醉俠, англ. Come Drink with Me) — гонконгский фильм производства студии братьев Шао и вышедший в 1966 году. Первый фильм Кинга Ху в жанре уся. Съёмки проходили на Тайване.

## Сюжет
Сын генерала взят в заложники бандитами, чтобы обменять его на главаря банды. Другой потомок генерала, девушка по имени Золотая Ласточка, отправляется спасать брата. Когда бандиты сталкиваются с ней в местной таверне, переговоры перерастают в кровопролитие и головорезы терпят поражение.
Местный нищий-пьяница по имени Фань Дабэй действует как защитник, тайно помогая Золотой Ласточке избежать ночной засады. Следующим утром Фань сообщает девушке о местонахождении бандитов. Они заняли буддистский монастырь. Под видом послушника, Золотая Ласточка проникает в монастырь и противостоит человеку, который взял её брата в плен. Во время драки она получает ранение отравленным дротиком. Она спасается бегством, Фань приходит на помощь и вылечивает её. Во время выздоровления Ласточка узнаёт, что её спаситель является мастером боевых искусств и лидером секретного общества кунг-фу.
Монастырь находится под властью злого аббата Ляо Куна, мастера боевых искусств, который вступает в союз с бандитами. Он узнаёт, что у нищего есть бамбуковый посох, а затем понимает, что тот является учеником его мастера. Аббат убил их общего учителя, чтобы заполучить этот посох, но Фань Дабэй забрал его. Теперь Ляо Кун видит возможность достать посох.
Фань не решается противостоять Ляо Куну по двум причинам. Во-первых, мастерство Ляо его превосходит и, по его мнению, у него нет никаких шансов победить. Во-вторых, несмотря на злые дела, Ляо Кун помог однажды Фаню: он уговорил учителя принять Фаня в школу Зелёного Жезла, когда тот был бездомным сиротой, дав таким образом шанс выжить. По этой причине Фань не желает сражаться с аббатом, хотя Фань знает о его преступных делах.
Чтобы освободить генеральского сына, Фань устраивает обмен заключёнными. Во время обмена правительственные солдаты получают сына генерала, но Фань мешает бандитам освободить своего лидера. Поскольку правительственные войска ведут главаря в тюрьму, бандиты нападают на них. Золотая Ласточка, приведя своих воительниц, сражается с бандитами, а Фань бьётся с аббатом.

## В ролях
| Актёр        | Роль                            |
| ------------ | ------------------------------- |
| Чжэн Пэйпэй  | Чжан Сиянь / «Золотая Ласточка» |
| Юэ Хуа       | Фань Дабэй / Пьяный рыцарь      |
| Ян Чжицин    | аббат Ляо Кун                   |
| Чэнь Хунле   | Инь Чжунъюй / «Нефритовый Тигр» |
| Хань Инцзе   | человек Нефритового Тигра       |
| Чэнь Лао     | человек Нефритового Тигра       |
| Чжао Сюн     | человек Нефритового Тигра       |
| Ку Фэн       | человек Нефритового Тигра       |
| Ли Юньчжун   | Цзу Гань / «Улыбающийся Тигр»   |
| Ван Чун      | брат Золотой Ласточки           |
| Гуань Инчи   | человек Нефритового Тигра       |
| Хуан Чэн     |                                 |
| Лань Вэйле   | человек Нефритового Тигра       |
| Фун Нгай     | человек Нефритового Тигра       |
| Юнь Сиутхинь | человек Нефритового Тигра       |
| Хао Люйжэнь  | монах                           |

Джеки Чан, по слухам, сыграл в фильме поющего ребёнка в начале фильма. Главная актриса Чжэн Пэйпэй опровергла эту информацию в аудиокомментариях к изданию фильма на DVD в Гонконге. Тем не менее, фильм числится в списке актёрских работ на официальном сайте и автобиографии Чана.
Фильм был номинирован от Гонконга на «Оскар» за лучший фильм на иностранном языке, однако не вошёл в «шорт-лист» номинации.